# Henri Arnauld
Henri Arnauld (1597 – 1692) foi um bispo católico francês
Arnauld nasceu em Paris. Foi levado a Roma pelo cardeal Bentivoglio e durante essa ausência, que durou cinco anos, o tribunal concedeu a ele (1624) a abadia de São Nicolau. Em 1637, o capítulo de Toul ofereceu-lhe o bispado de Toul, e o rei, por recomendação do padre François Leclerc du Tremblay, confirmou a escolha. Ele foi obrigado a esperar três anos por seus touros, que foram adiados pelas dificuldades entre a corte e a Santa Sé. Ele está perto de alguns dos escritores mais famosos da época ( Sébastien Guez de Balzac, François Maynard, etc.) e escreve poemas 
Na época da briga entre o papa Inocêncio X e os Barberini, Arnauld foi enviado a Roma como encarregado de negócios da França. Ele se absolveu dessa missão com sinceridade. O papa não pôde negar-lhe o retorno dos cardeais, que foram restabelecidos em seus bens e dignidades. Ele voltou com a reputação de ser um dos prelados mais políticos do reino.
Sendo oferecido o Bispado de Périgueux (1650), ele recusou, mas aceitou a sede de Angers, na qual estava situada a Abadia de São Nicolau. Durante seu episcopado de quarenta e dois anos, ele mostrou menos prudência cristã do que habilidade extraordinária no serviço dos jansenistas e de sua família. Tendo entrado nesse caminho, ele concentrou todas as suas energias para não ceder e, assim, salvar sua própria honra e a de seu irmão Antoine Arnauld. Isso o envolveu em muitas dificuldades e causou muitas dissensões em sua diocese.
Sua entrada na briga provocada pelo jansenismo foi mais emocionante. Quando Luís XIV ordenou que os bispos assinassem o Formulário elaborado pela Assembléia do Clero em 1661, Arnauld como Bispo de Angers escreveu uma carta ao rei sustentando a famosa distinção de Pierre Nicole entre "fato" e "lei". Tendo o rei demonstrado grande descontentamento, o bispo escreveu ao papa uma carta da mesma importância, mas o papa Alexandre VII não respondeu. O obstinado Arnauld escreveu a Péréfixe, arcebispo de Paris, para evitar a tempestade que a obrigação de assinar o Formulário suscitaria em Port-Royal. Ao mesmo tempo, ele encorajou os religiosos a resistir ou se refugiar em sutilezas.
Arnauld foi um dos quatro prelados que, em 1665, se recusou a assinar o Formulário de Alexandre VII, e emitiu um mandato contra ele. Ele estava prestes a ser citado perante um tribunal eclesiástico quando o papa morreu. O papa Clemente IX, sucessor de Alexandre VII, julgou preferível, no interesse da religião, silenciar todo o caso. Ele concedeu a paz Clementine a esse partido, e eles se aproveitaram disso.
O bispo preservou seu jansenismo até o fim. Ele perseguiu com desagrado os partidários da ortodoxia. Deve-se ler os "Mémoires" de Joseph Grandet, terceiro superior do Seminário de Angers, para saber até que ponto o jansenismo imbuiu o bispo. Ele era enérgico, austero, dedicado ao seu dever e cheio de zelo.
Em 1652, quando a rainha-mãe se aproximava para infligir punição à cidade de Angers, que estava revoltada, o bispo a apaziguou com uma palavra. Ao dar-lhe a Sagrada Comunhão, ele disse: "Receba, madame, seu Deus, que perdoou Seus inimigos ao morrer na cruz". Ainda é citado um ditado que ilustra seu amor pelo trabalho. Um dia, ao ser solicitado a relaxar um dia por semana, ele respondeu: "Farei de bom grado, se você me der um dia em que não sou bispo". Ele continua sendo uma das figuras mais enigmáticas do episcopado do século XVII.
As negociações por ele realizadas na Corte de Roma e em várias cortes italianas foram publicadas em cinco volumes (Paris, 1745).